# Chondrohierax
Chondrohierax là một chi chim trong họ Accipitridae. Gồm 2 loài chim săn mồi kích thước trung bình (khoảng 200-400 gram) phân bố ở châu Mỹ.

## Các loài
- Diều mỏ cong: Chondrohierax uncinatus
- Diều mỏ cong Cuba: Chondrohierax wilsonii